# コスコスプレプレ
『コスコスプレプレ』（COS COS PLAY PLAY）は、フジテレビONE（フジテレビCS放送）で放送されているコスプレ情報番組。番組MCは、ケンドーコバヤシが務める。

## 概要
世界初と銘打ったコスプレ専門番組として誕生。コスプレ情報誌「COSMODE」とコスプレ総合サイト「Cure（現WorldCosplay）」「Cosplay.com」の協力・監修の元、スタジオに現役声優・コスプレイヤーらを講師に迎えて、コスプレに関する情報やレポート・テクニック・ノウハウを発信する企画を主体としていた。その後レギュラー放送は2010年2月で終了。以降は、イベントリポートや作品とコラボするなどのロケーションを中心とした、年に2〜3本の特番に移行している。
不定期特番ながら「フジテレビワンツーネクスト」公式ホームページの番組別アクセスランキングでは、上位にランクインする人気番組でもある。フジテレビ地上波では、2009年1月10日と9月19日にダイジェスト版が初めて放送され（初回のダイジェスト版は同年3月13日に東海テレビでも放送）、毎年恒例のフジテレビ・サマーイベント「ONE PIECEスペシャル」などが不定期に放送されていた。

## 主なコーナー
- 「コスプレリポート」

全国各地のコスプレ会場に赴き、イベントの様子や体験をリポートする主要企画。
- 「コスコレ」

イベントに参加した選りすぐりのコスプレイヤーを紹介。出張ステージでランウェイ。
- 「コスプレ写真館」

世界各地のコスプレイヤー達の投稿写真を紹介
- 「声優さん コスプレでいらっしゃい!」

人気キャラクターの声を当てている声優に、そのキャラクターのコスプレをして招くゲストコーナー。
- 「ケンドーコバヤシの『あなたに逢いたい』」

主に収録合間の楽屋などで、ケンドーコバヤシが視聴者に自身の見てみたいコスプレキャラや、その情報の募集を呼び掛けるコーナー。
- 「ケンドーコバヤシ『ポエム』のコーナー」

番組エンディングで、ケンドーコバヤシが敬愛するキャラクターに向けて恋文を送るコーナー。

### 過去のコーナー
- 「コスプレ座談会」

コスプレイヤーたちによる、毎回決まったテーマについて徹底討論をするコーナー。
- 「作者降臨!!気になるあのキャラ設定を質問攻め!」

人気キャラクターを生み出した作者を招き、そのキャラクターの設定について質問するゲストコーナー。
- 「加藤沙耶香 はじめてのコスプレ自作」

番組レギュラーの加藤沙耶香が一からコスプレ衣装の作成に挑戦する企画。
- 「アニアニソンソン」

番組出演者がお気に入りのアニメソングをプレゼンテーションし、その日のエンディング曲を決定する。
- 「武器萌えクイズ」

コスプレで使用するアイテムを自作しているVTRを見て、どんな武器名かを当てるクイズ。
- 「コスプレCM」

番組スタッフがラブストーリーなCMを演じて、コスプレイヤーの御用達の店舗を紹介するコーナー。
- 「コスコスプレプレ presents ワンピースコスプレデー」

フジテレビお台場合衆国で開催している、夏の恒例企画。
- 「徹底コスキャラ講座」

様々な作品のキャラクターを取り上げ、実際にそのコスプレをしているコスプレイヤーから衣装の作成やなりきり方などを学ぶ。

## 出演者

### レギュラー
- MC：ケンドーコバヤシ

（コスプレ）
- 「ジョジョの奇妙な冒険 part3」空条承太郎（レギュラー前期 / 2015 幕張・船橋コス巡り / 2018 10周年 大同窓会SP）
- 「ONE PIECE」ロロノア・ゾロ（レギュラー後期 / TDC 2010SP / 2017 ザ・ワールド in Taiwan）
- 「ジョジョリオン」東方定助（TDC 2011夏SP / TDC 2011冬SP / 2012 Japan EXPO）
- 「ONE PIECE」スモーカー（2012 コスコスング!!!プレプレング!!!）
- 「戦国無双2」織田信長（2012 京都大阪 夏の陣）
- 「ドラゴンボール」ヤジロベー（2012 a-nation / 2012 ワールド in タイランド）
- 「TIGER & BUNNY」アントニオ・ロペス（2012 TIGER & BUNNYスペシャル）
- 「トリコ」ゾンゲ（2013 銀魂トリコSP）
- 「ONE PIECE」錦えもん（2013 ONE PIECEスペシャル）
- 「蒼天航路」張飛（2014 新春コス初め大会）
- 「ドラゴンクエストVIII」ヤンガス（2014 赤城クローネンベルクSP）
- 「ONE PIECE」セニョール・ピンク（2014 ONE PIECEスペシャル / 2015 ONE PIECEスペシャル）
- 「NARUTO -ナルト-」自来也（2015 幕張・船橋コス巡り / 2015 ザ・ワールド 〜in China〜）
- 「ONE PIECE」藤虎（2015 ONE PIECEスペシャル / 2017 ザ・ワールド in Thailand）
- 「ONE PIECE」ダイス（2016 ONE PIECEスペシャル）
- 「ゴールデンカムイ」牛山辰馬（2018 池袋ハロウィンSP / 2020 ザ・ワールド in Taiwan）
- 「キン肉マン」ジェロニモ（2019 ザ・ワールド in Thailand）
- 「無限の住人」黒衣鯖人（2019 道頓堀コスプレ祭）
- 「キン肉マン」ビッグボディ（2020秋 池袋acosta / 2021早春 ハコアム東京）
- 「ザ・ファブル」佐藤明/ファブル（2022早春）

- ご意見番：乾たつみ（Cure WorldCosplay管理人）

（コスプレ）
- 「戦国BASARA2」片倉小十郎（レギュラー期）
- 「家庭教師ヒットマンREBORN!」Dr.シャマル（レギュラー期）
- 「銀魂」土方十四郎（レギュラー期 / 2013銀魂トリコSP）
- 「テニスの王子様」榊太郎（レギュラー期）
- 「BLEACH」檜佐木修兵（レギュラー期）
- 「BLEACH」藍染惣右介（レギュラー期）
- 「銀魂」近藤勲（レギュラー期）
- 「ZONE-00」叢雲（レギュラー期 / 2015 ザ・ワールド 〜in China〜）
- 「トリニティ・ブラッド」ディートリッヒ・フォン・ローエングリューン（レギュラー期）
- 「逆転裁判」御剣怜侍（レギュラー期）
- 「NARUTO -ナルト-」猿飛アスマ（TDC 2010SP / 2015 幕張・船橋コス巡り / 2020秋 池袋acosta）
- 「VOCALOID」KAITO（TDC 2011夏SP / 2012 a-nation）
- 「TIGER & BUNNY」鏑木・T・虎徹（TDC 2011冬SP / 2012 TIGER & BUNNYスペシャル / 2012 Japan EXPO）
- 「マクロスF」オズマ・リー（2012 コスコスング!!!プレプレング!!!）
- 「るろうに剣心」斎藤一（2012 京都大阪 夏の陣）
- 「ONE PIECE」シルバーズ・レイリー（2013 ONE PIECEスペシャル / 2020秋 池袋acosta）
- 「ジョジョの奇妙な冒険 part3」ジョセフ・ジョースター（2014 新春コス初め大会 / 2015 幕張・船橋コス巡り）
- 「モンスターハンター4G」団長（2014 赤城クローネンベルクSP / 2018 10周年 大同窓会SP）
- 「ONE PIECE」赤犬（2014 ONE PIECEスペシャル / 2015 ONE PIECEスペシャル）
- 「ONE PIECE」ゴール・D・ロジャー（2016 ONE PIECEスペシャル / 2017 ザ・ワールド in Taiwan）
- 「ストリートファイターシリーズ」リュウ（2017 ザ・ワールド in Thailand）
- 「ゴールデンカムイ」土方歳三（2018 池袋ハロウィンSP）
- 「血界戦線」クラウス・V・ラインヘルツ（2019 ザ・ワールド in Thailand）
- 「Fate/Grand Order」李書文（2019 道頓堀コスプレ祭 / 2020 ザ・ワールド in Taiwan）
- 「Fate/Grand Order」ウィリアム・シェイクスピア（2020 ザ・ワールド in Taiwan）
- 「チェンソーマン」岸辺（2021早春 ハコアム東京）
- 「呪術廻戦」夜蛾正道（2022早春）

### 歴代アシスタントMC（生徒）
- 鈴木凛（元いいとも少女隊。レギュラー放送開始から）
  - レギュラー前期（「涼宮ハルヒの憂鬱」涼宮ハルヒ）
  - レギュラー前期（「ローゼンメイデン」薔薇水晶）
  - レギュラー後期（「交響詩篇エウレカセブン」アネモネ）
  - TDC 2010SP（「交響詩篇エウレカセブン」アネモネ）
  - TDC 2011夏SP（「荒川アンダー ザ ブリッジ」ニノ）
  - TDC 2011冬SP（「魔法少女まどか☆マギカ」暁美ほむら）
  - 2012 コスコスング!!!プレプレング!!!（「魔法少女まどか☆マギカ」暁美ほむら）
  - 2018 10周年 大同窓会SP（「銀河鉄道999」メーテル）
- 助川まりえ（元Airy。レギュラー放送前期まで）
  - レギュラー前期（「ヴァンパイア (ゲーム)」モリガン・アーンスランド）
- 堂上静華（レギュラー放送前期まで）
  - レギュラー前期（「テニスの王子様」跡部景吾）
- 西村みずほ（レギュラー放送前期まで）
  - レギュラー前期（「天元突破グレンラガン」シモン）
- 加藤沙耶香（元アイドリング!!!。レギュラー放送シーズン3から）
  - レギュラー後期（「ZONE-00」白百合姫）
  - TDC 2010SP（「ひぐらしのなく頃に」竜宮レナ）
  - TDC 2011夏SP（「侵略!イカ娘」イカ娘）
  - TDC 2011冬SP（「魔法少女まどか☆マギカ」鹿目まどか）
  - 2012 コスコスング!!!プレプレング!!!（「魔法少女まどか☆マギカ」鹿目まどか）
  - 2013 ONE PIECEスペシャル（「ONE PIECE」ジュエリー・ボニー）
  - 2014 ONE PIECEスペシャル（「ONE PIECE」ジュエリー・ボニー）
  - 2018 10周年 大同窓会SP（「ONE PIECE」ジュエリー・ボニー）
- アイドリング!!!（レギュラー放送 #17 #27にも選抜メンバーがゲスト）
  - 2012 コスコスング!!!プレプレング!!!：    - 横山ルリカ（「美少女戦士セーラームーン」セーラーヴィーナス）
    - 河村唯（「美少女戦士セーラームーン」セーラーマーキュリー）
    - 朝日奈央（「美少女戦士セーラームーン」セーラージュピター）
    - 野元愛（「美少女戦士セーラームーン」セーラームーン）
    - 三宅ひとみ（「おジャ魔女どれみ」春風どれみ）
    - 倉田瑠夏（「おジャ魔女どれみ」飛鳥ももこ）
    - 伊藤祐奈（「おジャ魔女どれみ」瀬川おんぷ）
    - 菊地亜美（「うる星やつら」ラム）
    - 橘ゆりか（「うたの☆プリンスさまっ♪」一十木音也）
    - 橋本楓（「うたの☆プリンスさまっ♪」四ノ宮那月）
    - 後藤郁（「うたの☆プリンスさまっ♪」聖川真斗）
    - 遠藤舞（「ONE PIECE」ニコ・ロビン）
    - 森田涼花（「ONE PIECE」ジュラキュール・ミホーク）
    - 大川藍（「ONE PIECE」ナミ）
    - 尾島知佳（「ONE PIECE」トニートニー・チョッパー）

  - 2012 Japan EXPO：    - 外岡えりか（「魔法少女まどか☆マギカ」鹿目まどか）
    - 横山ルリカ（「美少女戦士セーラームーン」セーラーヴィーナス）
    - 橘ゆりか（「新世紀エヴァンゲリオン」葛城ミサト）

  - 2012 京都大阪夏の陣：酒井瞳（「薄桜鬼 〜新選組奇譚〜」雪村千鶴）
  - 2012 a-nation：    - 横山ルリカ（「マクロスF」シェリル・ノーム）
    - 朝日奈央（「けいおん!」平沢唯）
    - 橘ゆりか（「けいおん!」秋山澪）
    - 倉田瑠夏（「けいおん!」中野梓）

  - 2013 ONE PIECEスペシャル：    - 河村唯（「ONE PIECE」ブルック）
    - 朝日奈央（「ONE PIECE」サンジ）
    - 尾島知佳（「ONE PIECE」ニコ・ロビン）
- 長野せりな（元アイドリング!!!）
  - 2012 コスコスング!!!プレプレング!!!（「マクロスF」ランカ・リー）
  - 2012 京都大阪夏の陣（「BLEACH」草鹿やちる）
  - 2012 a-nation（「マクロスF」ランカ・リー）
  - 2012 TIGER & BUNNYスペシャル（「TIGER & BUNNY」カリーナ・ライル）
  - 2012 ザ・ワールドinタイランド（「BLEACH」草鹿やちる）
  - 2013 ONE PIECEスペシャル（「ONE PIECE」ペローナ）
  - 2015 ONE PIECEスペシャル（「ONE PIECE」ペローナ）
  - 2018 10周年 大同窓会SP（「BLEACH」草鹿やちる）
- 田名部生来（AKB48）
  - 2014 新春コス初め大会（「らんま1/2」早乙女らんま）（「進撃の巨人」リヴァイ）
- 加藤里保菜（元iDOL Street）
  - 2014 赤城クローネンベルクSP（「魔法少女まどか☆マギカ」暁美ほむら）
  - 2014 ONE PIECEスペシャル（「ONE PIECE」トニートニー・チョッパー）
  - 2015 幕張・船橋コス巡り（「NARUTO -ナルト-」うずまきナルト）（「魔法科高校の劣等生」司波深雪）
  - 2015 世界（ザ・ワールド）〜in China〜（「TIGER & BUNNY」ホァン・パオリン）
  - 2015 ONE PIECEスペシャル（「ONE PIECE」コアラ）
  - 2017 世界（ザ・ワールド） in Taiwan（「ONE PIECE」たしぎ）
- 前島亜美（SUPER☆GiRLS）
  - 2016 ONE PIECEスペシャル（「ONE PIECE」トニートニー・チョッパー 映画オープニング猿Ver.）
  - 2017 世界（ザ・ワールド） in Thailand 2017（「HUNTER×HUNTER」クラピカ）
- 桜 稲垣早希
  - 2018 池袋ハロウィンSP（「はたらく細胞」赤血球）
  - 2019 世界（ザ・ワールド） in Thailand 2019（「ソードアート・オンライン」アスナ）
- RaMu
  - 2019 道頓堀コスプレ祭 2019（「DEATH STRANDING」フラジャイル）
  - 2020 世界（ザ・ワールド） in Taiwan 2020（「DEATH STRANDING」フラジャイル）
  - 2020秋 池袋acosta（「宇崎ちゃんは遊びたい!」宇崎花）
  - 2021早春 ハコアム東京（「ドロヘドロ」恵比寿）
  - 2022早春（「ドロヘドロ」恵比寿）

## 放送内容
（）内はゲストが出演時に行ったコスプレ。

### 第1シーズン (2008年4月 - 9月)
#1：究極のコスプレ番組誕生!!
#2：男装キャラ
#3：戦国キャラI
#4：戦国キャラII
#5：アスリートキャラ
#6：格ゲーキャラ<女子編>
#7：男子男装キャラ
#8：ロボットアニメキャラ
#9：ドールファッションキャラ
#10：コスプレイベントにケンドーコバヤシ初参戦!!

### 第2シーズン (2008年10月 - 2009年2月)
#11 祝!シーズン2 後藤邑子がアーニャで降臨!コードギアスSP
- ゲスト：後藤邑子（「コードギアス」アーニャ・アールストレイム）

#12 高橋広樹とテニプリ&ネオアンジェリーク
- ゲスト：高橋広樹（「SAMURAI 7」片山ゴロベエ）

#13 緑川光【流川楓（スラムダンク） / シキ（咎狗の血）など】
- ゲスト：緑川光（「スクライド」劉鳳）

#14：キュアレモネード伊瀬茉莉也とプリキュア話/コスキャラ講座はトリブラ!
- ゲスト：伊瀬茉莉也（「Yes!プリキュア5」春日野うらら）

#15：置鮎龍太郎【三井寿（スラムダンク） / アクラム（遙かなる時空の中で）】
- ゲスト：置鮎龍太郎（「遙かなる時空の中で」アクラム）

#16：福井裕佳梨【ニア（グレンラガン） / ノノ（トップをねらえ2!）】
- ゲスト：福井裕佳梨（「天元突破グレンラガン」ニア・テッペリン）

#17：坂口大助が新八（銀魂）でアイドリング!!!とコラボ &特別授業海外コスプレ講座
- ゲスト：阪口大助（「銀魂」志村新八）

#18：祝!シーズン2フィナーレ 近藤隆とジョジョSP
- ゲスト：近藤隆（「BLACK CAT」トレイン=ハートネット）

### 第3シーズン (2009年4月 - 9月)
#19：祝!シーズン3突入!新メンバー&新コーナー続々!ゲスト声優は野島健児!
- コスコスプレプレ外伝 加藤沙耶香の挑戦
- ご意見番 乾たつみ先生の教えのもと、買出しから完成まで徹底密着取材!
- 声優さんコスプレでいらっしゃい! ゲスト：野島健児（「アラバスタ王国」ペル）

#20：声優ゲスト：今野宏美（小神あきら「らき☆すた」/ ねこ娘（5代目）「ゲゲゲの鬼太郎」）
- 声優さんコスプレでいらっしゃい! ゲスト：今野宏美（「ゲゲゲの鬼太郎」 ねこ娘）

#21：声優ゲスト：中原茂（毛利元就「戦国BASARAシリーズ」/ 妖狐蔵馬「幽☆遊☆白書」）
- 声優さんコスプレでいらっしゃい! ゲスト：中原茂（「戦国BASARA」 毛利元就）
- 徹底コスキャラ講座/写真館/アニアニソンソン

#22：声優ゲスト：金田朋子（ネル「BLEACH」/ ラビー「ケロロ軍曹」）
- 声優さんコスプレでいらっしゃい! ゲスト：金田朋子（「ケロロ軍曹」ラビー）
- 鈴木凛はじめてのコスプレ自作/写真館

#23：コスプレイベント潜入&「イケメン男性レイヤー3部作」完結編
#24：レジェンド声優 井上和彦 降臨&海外コスプレイヤー緊急来日SP!
- 声優さんコスプレでいらっしゃい! ゲスト：井上和彦（「サイボーグ009」島村ジョー）
- 徹底コスキャラ講座「外国人レイヤーさん来日SP」

### 第4シーズン (2009年10月 -2010年2月)
#25：祝!シーズン4突入!!
- 声優さんコスプレでいらっしゃい! ゲスト：野中藍（「よくわかる現代魔法」森下こよみ）
- 徹底コスキャラ講座「ファイナルファンタジー特集」

#26：矢尾一樹さん降臨!!
- 声優さんコスプレでいらっしゃい! ゲスト：矢尾一樹（「ONE PIECE」フランキー & Mr.2・ボン・クレー）

#27：加藤沙耶香の新衣装でCureイベントに行こう!
- 「Cure Cosplay Festival '09」イベントレポート
- 徹底コスキャラ講座「実写版ヤッターマンSP」
- コスプレ写真館 ゲスト：遠藤舞（ときめきアイドリング!!! /「ときめきメモリアル4」女子高生）

#28：伊藤健太郎さん登場!「少年ジャンプSP」
- 声優さんコスプレでいらっしゃい! ゲスト：伊藤健太郎（「金色のコルダ」土浦梁太郎）
- コスプレ写真館/徹底コスキャラ講座「薄桜鬼 〜新選組奇憚〜」

#29：祝!シーズン4最終章!
- 声優さんコスプレでいらっしゃい! ゲスト：池澤春菜（「Mac音ナナ」VOCALOID マクネナナ）

### スペシャル

#### 2010年
『コスコスプレプレフェスタTDC 〜イベント開催スペシャル〜』（8月29日放送）
- 声優さんコスプレでいらっしゃい! ゲスト：杉田智和（「荒川アンダー ザ ブリッジ」星）
- 出張コスキャラ講座 / 出張コスプレ写真館
- DJケンコバの昭和アニソンダンスパーティー
- ケンドーコバヤシと大型あわせ!

#### 2011年
『コスコスプレプレ 〜2011夏 〜大撮影会SP〜』（8月21日放送）
- 声優さんコスプレでいらっしゃい! ゲスト：森田成一（「BLEACH」黒崎一護）
- ケンドーコバヤシVSコスプレイヤー!
- まる生「マンガ部」部長の松尾翠アナウンサーが乱入!

『コスコスプレプレフェスタTDC 〜2011冬〜』（12月3日放送）
- 声優さんコスプレでいらっしゃい! ゲスト：置鮎龍太郎（「トリコ」トリコ）
- ケンドーコバヤシVSコスプレイヤー!
- アニソンダンスパーティー

#### 2012年
『コスコスプレプレ2012 〜京都・大阪 夏の陣〜』（8月10日放送）
- コスコス一行が関西初上陸
- 京都「東映太秦映画村」を訪問&コスプレ撮影
- 超大型コスプレ撮影スタジオ「ハコスタジアム」
- 乾たつみ「寝起きドッキリ」

『コスコスプレプレ meets a-nation &「TIGER & BUNNY」スペシャル』（9月22日放送）
- アニソンライブ ゲスト：福原香織（コスプレなし）
- コスプレファッションショー / コスプレ写真館
- 声優さんコスプレでいらっしゃい! ゲスト：森田成一（「TIGER & BUNNY」バーナビー・ブルックスJr.）

『コスコスプレプレ ザ・ワールド in タイランド』（12月7日放送）
- イベントリポート in Central Plaza Chaengwattana。現地案内人：丸山由佳（アジア プロダクション サービス）
- COSMODE Thailand Presents 世界遺産で撮影会ツアー。世界遺産アユタヤでコスプレ写真撮影会を敢行!
- ジャパンカルチャースポット紹介「バンコクにある日本の漫画ショップ、フィギュアショップなどをぶらぶらレポート」

#### 2013年
『コスコスプレプレ2013夏 〜てめーらの銀魂に感謝を込めていただきます!SP〜』（6月28日放送）
- 声優さんコスプレでいらっしゃい!銀魂&トリコスペシャル
- ゲスト：置鮎龍太郎（「トリコ」トリコ）、杉田智和（「銀魂」坂田銀時）、朴璐美（「トリコ」小松）、松田賢二（「トリコ」ゼブラ）
- 銀魂&トリコレイヤーファッションショー / 大撮影会潜入

『コスコスプレプレ2013 ONE PIECEスペシャル 〜お台場合衆国ワンピースコスプレ王選手権〜完全版』（9月22日放送）
- 声優さんコスプレで いらっしゃい! ゲスト：矢尾一樹（フランキー）
- 夏☆1ワンピースコスプレ王選手権 スペシャルLIVE ゲスト：新里宏太（コビー）
- ケンドーコバヤシの「あなたに逢いたい」

#### 2014年
『コスコスプレプレ2014 〜鳥取冬の乱 & 新春!コス初め大会〜』（1月25日放送）
- 鳥取県燕趙園でコスプレリポート
- コスプレスタジオ「HACOSTADIUM cosset 池袋本店」で新春コス初め大会を敢行

『コスコスプレプレ2014春 〜進撃!桜舞う春の赤城クローネンベルク〜』（5月22日放送）
- 群馬県赤城クローネンベルク・ドイツ村へコスプレバスツアー
- 声優さんコスプレで いらっしゃい! ゲスト：沖佳苗（「美少女仮面ポワトリン」ポワトリン）
- 徹底コスキャラ講座 in 赤城 / コスプレ写真館
- ケンドーコバヤシの「あなたに逢いたい」 &「ポエムのコーナー」

『コスコスプレプレ ONE PIECEスペシャル in お台場新大陸 2014』（完全版・8月29日放送 / 地上波版・8月15日放送）
- 声優さんコスプレで いらっしゃい! ゲスト：矢尾一樹（ジャンゴ、フランキー）、山口勝平（ウソップ）
- スペシャルLIVE 2014 ゲスト：AAA、TOKYO TORiTSU これで委員会【金城成美（ロロノア・ゾロ）、米満梨湖（ペローナ）、吉橋亜理砂（モンキー・D・ルフィ）、中島亜純（ニコ・ロビン）、緒方もも（サンジ）、松脇朱里（シャンクス）、遠藤美沙（トラファルガー・ロー）】
- コスプレACTステージ / お台場新大陸 ワンピースブース巡り
- ケンドーコバヤシの「あなたに逢いたい」

#### 2015年
『コスコスプレプレ2015 〜幕張・船橋コス巡り〜』（3月7日放送）
- 野外NARUTO撮影会 in 幕張海浜公園 / ビビット南船橋コスプレ撮影会
- 洞爺湖コスプレイベントリポート ゲスト：矢尾一樹（「ONE PIECE」フランキー） VTRゲスト：神谷明、金丸淳一
- ケンドーコバヤシの「あなたに逢いたい」 &「ポエムのコーナー」

『コスコスプレプレ 世界（ザ・ワールド） 〜in China〜』（7月18日放送）
- 海外スペシャル第3弾。中国・上海でコスプレリポート ゲスト：森田成一（「BLEACH」黒崎一護）
- 上海グルメ食べ歩き / animate上海&アニメカフェを訪店
- 蘇州・水郷古墳同里 / 世界遺産・退思園でコスプレ撮影
- コスプレイベント「梦想の港」ゲスト出演

『コスコスプレプレ ONE PIECEスペシャル in お台場夢大陸 2015』（完全版・9月2日放送 / 地上波版・8月21日放送）
- 声優さんコスプレで いらっしゃい! ゲスト：矢尾一樹（ボン・クレー、フランキー ドレスローザVer.）、古谷徹（サボ、ヤムチャ）
- スペシャルLIVE 2015 ゲスト：Goodbye holiday、長野せりな（ペローナ）、わーすた【坂元葉月（トニートニー・チョッパー）、廣川奈々聖（モンキー・D・ルフィ）、松田美里（ニコ・ロビン）、小玉梨々華（サンジ）、三品瑠香（ロロノア・ゾロ）】
- お台場夢大陸 ワンピースブース巡り / コスプレ写真館 / コスプレACTステージ
- ケンドーコバヤシの「あなたに逢いたい」 &「ポエムのコーナー」

#### 2016年
『コスコスプレプレ×ONE PIECE in お台場みんなの夢大陸 2016』（9月21日放送）
- 声優さんコスプレで いらっしゃい! ゲスト：矢尾一樹（フランキー 森のクマさんver.） / 取材：櫻田博之（東映アニメーション/プロデューサー）
- スペシャルLIVE 2016 ゲスト：きだたにひろし、大槻マキ、GLIM SPANKY
- お台場みんなの夢大陸 ワンピースブース巡り / コスプレ写真館 / コスプレACTステージ
- 東京ワンピースタワー MC 馬場典子

#### 2017年
『コスコスプレプレ 世界（ザ・ワールド） in Thailand 2017』（2月26日放送）
- 海外スペシャル第4弾。約4年ぶりのタイ・バンコクでコスプレイベント・リポート
- 「Japan Expo Thailand 2017」に参戦&コスプレ撮影会。現地案内人：丸山由佳（アジア プロダクション サービス）
- animateバンコク&メイドカフェを訪店 / チャオプラヤー川を川下り撮影
- 王室寺院ワット・ポーでコスプレ撮影
- ケンドーコバヤシの「あなたに逢いたい」

『コスコスプレプレ 世界（ザ・ワールド） in Taiwan 〜ワンピース エピソード オブ 東の海SP〜』（完全版・9月26日放送 / 地上波版・8月26日放送）
- 海外スペシャル第5弾。台湾でコスプレイベント・リポート
- 声優ゲスト：矢尾一樹（「ONE PIECE」フランキー & ジャンゴ）、AKIRA（コメント出演のみ）/  現地案内人：ケリー・チャン（張慧莉・台湾東販）
- 台湾最大のComic Exhibitipnイベント『第18回 漫画博覧会』に参戦&コスプレ撮影会 / 台北市繁華街巡り&グルメ
- 十分瀑布&九份でコスプレ撮影 / 十分老街で天燈上げ体験
- お台場みんなの夢大陸2017 ワンピースエリア紹介：リポーター 橋本環奈（マンシェリー姫）
- ケンドーコバヤシの「あなたに逢いたい」

#### 2018年
『コスコスプレプレ 10周年 大同窓会SP 〜歴代アシスタント＆コスプレイヤー大集合!〜』（3月31日放送）
- 番組放送開始10周年を記念した大同窓会を開催。歴代の関係者が集結し、これまでの10年をVTRで振り返る
- 歴代アシスタント：鈴木凛、加藤沙耶香、長野せりな / 【VTR出演】 横山ルリカ、河村唯、酒井瞳、橘ゆりか、倉田瑠夏、前島亜美
- 声優：【VTR出演】 矢尾一樹、森田成一
- スタッフ：大門太郎（COSPLAY MODE総括編集人）、橋口愛（元番組編成） / 【VTR出演】 小菅敬至（元番組AD）
- 歴代コスプレイヤーの皆様
- ケンドーコバヤシの「あなたに逢いたい」

『コスコスプレプレ2018 〜池袋ハロウィンコスプレフェスSP〜』（12月18日放送）
- 池袋のコスプレフェスにコスコス一行が参戦、久しぶりの国内ロケを敢行
- 取材ゲスト：大門太郎（COSPLAY MODE総括編集人）、橋口雄樹（ドワンゴ・池袋ハロウィンコスプレフェス プロデューサー）
- 初参戦のハロウィンフェス・リポート&コスプレ撮影会
- コスコスプレプレ・プレミアムステージ：コスプレ写真館 / コスプレイヤーショー
- ニコニコ生放送 番組出演&自作コスプレアイテム体験&ハロウィンコスプレフェス・エンディングに乱入
- 初日ダイジェスト：Cure WorldCosplayステージ&池袋エクストリームコスプレランウェイ
- ケンドーコバヤシの「あなたに逢いたい」

#### 2019年
『コスコスプレプレ 世界（ザ・ワールド） in Thailand 2019』（2月24日放送）
- 海外スペシャル第6弾。3度目のタイでコスプレイベント・リポート
- 声優ゲスト：森田成一（「BLEACH」黒崎一護 卍解Ver.）、現地案内人：丸山由佳（アジア プロダクション サービス）
- 「Japan Expo Thailand 2019」に2年ぶり2回目の参戦&コスプレ撮影会
- コスコスプレプレ・ステージ：コスプレイヤーショー / アニソン
- パタヤでコスプレ撮影：ビッグブッダ寺院ワット プラ ヤイ〜パタヤビーチ〜ラン島ヌアンビーチ〜ルアンプー・トゥアット
- バンコク四つ星ホテル パトゥムワン・プリンセスホテルを案内 / animateバンコクに2度目の訪問
- 本場タイ式マッサージを体験 / タイ料理グルメ〜ランチ&ディナー&ビュッフェ
- ケンドーコバヤシの「あなたに逢いたい」

『コスコスプレプレ in 道頓堀コスプレ祭 2019』（12月27日放送）
- 大阪のコスプレ祭にコスコス一行が初参戦、関西レイヤーが大集結！
- 道頓堀コスプレをリポート&撮影 / 7年ぶりのコスプレ撮影スタジオ「ハコスタジアム大阪」で撮影会
- 大観覧車えびすタワーに乗車 / 道頓堀川をクルージング / コスプレカフェでティータイム
- 乾たつみの「コスプレニュース」
- ケンドーコバヤシの「あなたに逢いたい」

#### 2020年
『コスコスプレプレ 世界（ザ・ワールド） in Taiwan 2020』（2月27日放送）
- 海外スペシャル第7弾。2度目の台湾でコスプレイベント・リポート
- 声優ゲスト：森田成一（キングダム」信）/  現地案内人：セツ（薛丞志）
- 台湾最大級のコミコン「台北國際動漫節」にコスコス一行が参戦、コスプレイベントを開催
- バックステージで撮影会 / コミコンブース巡り / 台湾東販 & animate台北を訪問
- 台湾名所でコスプレ撮影：象山〜中正紀念堂〜迪化街〜淡水情人橋
- 夜市 & 繁華街を徘徊：松山慈祐宮〜迪化街〜永楽市場 / 台湾グルメ
- ケンドーコバヤシの「あなたに逢いたい」

『コスコスプレプレ2020秋』（12月25日放送）
- 池袋コスプレイベントに2年ぶりの参戦。コロナ禍状況下のコスプレ事情をリポート
- ハコスタジアム主催のコスプレイベント「acosta!@池袋サンシャインシティ」で撮影会を敢行
- 取材ゲスト：西澤直史（acosta!プロデューサー）、大門太郎（COSPLAY MODE総括編集人）
- 乾たつみの『コスプレ業界2020 & 池ハロリポート』
  - 世界のコスプレ事情 / 宅コス / コスプレ写真館
  - 「池袋ハロウィンコスプレフェス ONLINE」に[7]、乾たつみが出張
  - 高野之夫豊島区長（「ブラック・ジャック」ブラック・ジャック）の開会宣言 / ケンコバがVTRで登場 / コスコスプレプレ出張ステージ
  - 池袋コスプレサミット：田村淳（ロンドンブーツ1号2号 /「NARUTO -ナルト-」はたけカカシ）、石谷春貴（声優 / ドラキュラ伯爵）
- ケンドーコバヤシの「あなたに逢いたい」 &「ポエムのコーナー」

#### 2021年
『コスコスプレプレ2021早春』（3月30日放送）
- コスプレ専門誌「COSPLAY MODE」との合同企画を開催
- 関東最大級のコスプレスタジオ「HACOSTADIUM TOKYO.one」に、日本を代表するコスプレイヤー達が集結し大撮影会を敢行
- - ゲスト：火将ロシエル（プロコスプレイヤー /「DUEL MASTERS PLAY'S」闇の守護者ルカ）[8]
  - 案内人：千都ちひろ（COSPLAY MODE副編集長 /「呪術廻戦」家入硝子）
- 参加コスプレイヤー

- 隆弥（「刀剣乱舞」歌仙兼定）
- NRK the Hedgehog（「ONE PIECE」ボア・ハンコック）
- アキラDX（「東京卍リベンジャーズ」龍宮寺堅）
- 市谷遊（「キングダム ハーツ シリーズ」アクア）
- うさみけP（「VOCALOID」鏡音リン・レン）
- リゥリゥ（「ドラゴンボール」孫悟空）
- るびぃ（「Fate/Grand Order」アルトリア・ペンドラゴン）
- Alto Tanaka（「Fate/Grand Order」クー・フーリン）
- 卯月悠那（「Fate/Grand Order」スカサハ）
- Reila（「NieR:Automata」ヨルハA型二号）
- Qua（「妖狐×僕SS」御狐神双熾）
- Mike（「るろうに剣心」緋村剣心）
- 蒼橋ゆん（「鬼滅の刃」冨岡義勇）
- コノミアキラ（「鬼滅の刃」我妻善逸）
- 深月風香（「ヴァイオレット・エヴァーガーデン」ヴァイオレット・エヴァーガーデン
- Usagi（「FINAL FANTASY VII REMAKE」エアリス・ゲインズブール）
- 鬼怒零（「FINAL FANTASY VII REMAKE」バレット・ウォーレス）
- 星宮ちょこ（「ホロライブ」兎田ぺこら）
- 雅南ユイ（「銀河鉄道999」メーテル）
- 砂月馨（「ONE PIECE」レイジュ）
- みお（「ディズニー ツイステッドワンダーランド」カリム・アルアジーム）
- 憂飛（「ディズニー ツイステッドワンダーランド」リドル・ローズハート）
- クロウ（「呪術廻戦」五条悟）
- 雲母凪帆（「Fate/Grand Order」アルトリア・ペンドラゴン〔オルタ〕）
- 棗（「Fate/Grand Order」アスクレピオス）
- 蝶良寿々（「Fate/Grand Order」ネロ・クラウディウス）
- 鳥海かう（「ソードアート・オンライン」アスナ）
- 山葵（「モンスターハンターシリーズ」リオソウル装備）

- 乾たつみの「コスプレ写真館」
- ケンドーコバヤシの「あなたに逢いたい」 &「ポエムのコーナー」

#### 2022年
『コスコスプレプレ2022早春』（3月28日放送）
- コスコスレギュラーが1年ぶりに集合し、初期教室ロケが復活
- コスプレ自作レイヤー「コスチューマー」達による衣装製作を解説
- 吉本興業 東京本部にて撮影会
- - ゲスト：千都ちひろ（COSPLAY MODE編集長 /「ウマ娘 プリティーダービー」スペシャルウィーク）
  - ちぁい(石川千愛)（衣装アーティスト /「葬送のフリーレン」フリーレン）
- 参加コスチューマー

- 丸山カネキリカ（「僕のヒーローアカデミア」死柄木弔）
- 北上宗（「ドラゴンボール」人造人間20号/ドクター・ゲロ）
- 神海霧いちご（「アークナイツ」ブレイズ）
- 三毛猫教授（「モンスターハンター：ワールド」リオレウス装備）
- アムロ（「魔界村」アーサー）
- こば（「仮面ライダー555」ホースオルフェノク）
- 始（「遊☆戯☆王」武藤遊戯）
- 328(みつば)（「僕のヒーローアカデミア THE MOVIE ワールド ヒーローズ ミッション」轟焦凍）
- みお & まめまよ(みおまよ)（「原神」トーマ & ゴロー）

- 乾たつみの「世界のコスプレは今こうなっている」
- ケンドーコバヤシの「あなたに逢いたい」

### 備考
- 放送開始時から2009年3月までは隔週更新であったが2009年4月26日から毎月更新となっている。
- 2010年2月14日に（初回）放送された#29を最後にレギュラー放送は休止。
- これ以降は不定期の特番体制となり、2010年6月26日に番組初のイベントとして東京ドームシティで行われる日本最大級のコスプレイベント「コスプレフェスタ」とのコラボレーション「コスコスプレプレフェスタTDC」を開催した。この模様は2010年8月29日に90分の特番としてフジテレビTWOで放送された。
- 2011年8月21日には「コスコスプレプレ 〜2011夏 大撮影会SP〜」が放送。
- スピニングコースター舞姫での死亡事故による長期休止以来の再開記念として2011年10月15日にも「コスコスプレプレフェスタTDC 2011」が開催され、この模様は2011年12月3日に前回と同様90分の特番として放送された。
- 2012年は「コスコスプレプレ2012〜京都大阪夏の陣」が8月10日に放送され、京都の東映太秦映画村と大阪にあるコスプレイベントスタジオ・ハコスタジアムで初の地方ロケを行った。この回から長らくレギュラーを務めていた鈴木凛と加藤沙耶香が番組を卒業し（鈴木に関しては番組エンディングでアナウンスがあった）、アイドリング!!!から数名の選抜されたメンバーが出演するようになった。9月22日には「コスコスプレプレmeets a-nation&「TIGER&BUNNY」SP」が放送。前半は代々木体育館の特設野外ステージでの公開収録の模様を、後半は偶然にも放送日と公開日が重なった『劇場版 TIGER & BUNNY -The Beginning-』とのコラボレーションで声優・森田成一をゲストに迎えて、当作品のコスプレイヤーを浅草manaスタジオに集めた特別編が放送された。この回の次回予告で、タイ・バンコクでのロケが近日中放送されることがTIGER&BUNNYのパロディーで予告されている。
- 2015年7月18日放送の「世界（ザ・ワールド）〜in China〜」編では、ゲスト招待されていた大型アニメイベントが、中国当局の政治的理由にて急遽延期され、大幅なプログラムの変更を強いられた[10]。

## アイドリング!!!とのコラボレーション
過去2回、アイドリング!!!とのコラボレーション番組がBSスカパー!にて放送された。

### フジテレビONE presentsアイドリング!!!×コスコスプレプレ「コスコスング!!!プレプレング!!!」
- 2012年2月25日放送
- アイドリング!!!のセットに特設ステージを作り、メンバーがコスプレをしてアニソンを歌うスペシャルライブを放送。
- MCはケンドーコバヤシ（スモーカー）、鈴木凛（暁美ほむら）、加藤沙耶香（鹿目まどか）、乾たつみ（オズマ・リー）のコスコスレギュラーメンバーが担当。
- アイドリング!!!からは外岡えりか、酒井瞳以外のメンバーが出演。
- 番組の最後にアイドリング!!!メンバーが「friend」を歌う中、元メンバーの加藤が飛び入りし、グループ卒業以来初めてのコラボが実現した。

出演メンバーのコスプレとアニメソング
- 「ムーンライト伝説」/ 横山ルリカ（セーラーヴィーナス）、河村唯（セーラーマーキュリー）、朝日奈央（セーラージュピター）、野元愛（セーラームーン）
- 「おジャ魔女カーニバル!!」/ 三宅ひとみ（春風どれみ）、倉田瑠夏（飛鳥ももこ）、伊藤祐奈（瀬川おんぷ）
- 「星間飛行」/ 長野せりな（ランカ・リー）
- 「ラムのラブソング」/ 菊地亜美（ラム）
- 「マジLOVE1000%」/ 橘ゆりか（一十木音也）、橋本楓（四ノ宮那月）、後藤郁（聖川真斗）
- 「ウィーアー!」/ 遠藤舞（ニコ・ロビン）、森田涼花（ジュラキュール・ミホーク）、大川藍（ナミ）、尾島知佳（トニートニー・チョッパー）
- 「コネクト」/ 鈴木凛（暁美ほむら）、加藤沙耶香（鹿目まどか）

アイドリング!!!楽曲
- 「MAMORE!!!」
- 「friend」（with 加藤沙耶香）

### フジテレビONE presentsコスコスング!!!パリパリング!!!Japan EXPO
- 2012年7月16日放送[11]

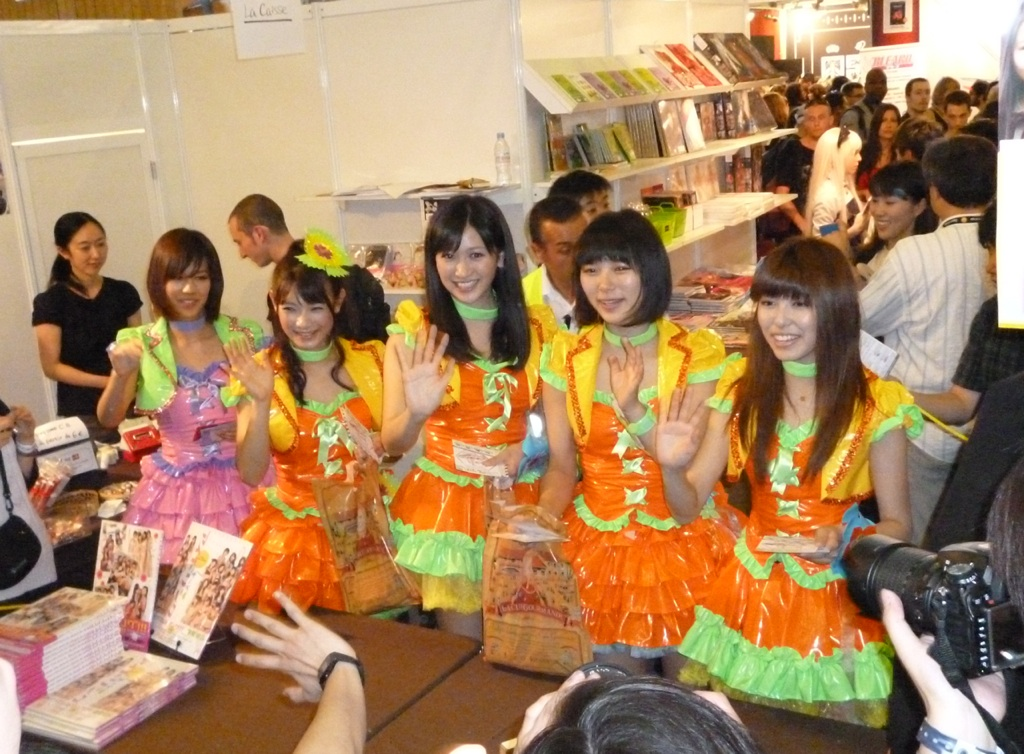
アイドリング!!!選抜メンバーと現地の様子（2012年7月）

- フランス・パリで行われたヨーロッパ最大のジャパン・コンテンツイベント『Japan Expo 2012』の模様を、MCにトミドコロとアイドリング!!!選抜メンバー 遠藤舞、外岡えりか、横山ルリカ、朝日奈央、橘ゆりかの6人がレポートした。スケジュールの都合で遠藤舞と朝日奈央は最終日のみの出演。
- 本来なら番組MCであるケンドーコバヤシと、ご意見番の乾たつみも行くはずだったが、スケジュールの都合（シンガポールでお笑いライブ）で不在であり、乾も偶然シンガポールでのイベントで不在だったため、2人が後日パリでのVTRをモニタリングするという番組構成だった（京都大阪の打ち上げシーンでコバヤシ本人に通達されており、大阪ロケの中でもこの件に関して愚痴を言っている）。
- 初日はコスプレイヤーのレポート、2日目はアイドリング!!!のライブを中心に放送された。
- メンバーのコスプレはトミドコロ（両津勘吉）、外岡えりか（鹿目まどか）、横山ルリカ（セーラーヴィーナス）、橘ゆりか（葛城ミサト） / ケンドーコバヤシ（東方定助）、乾たつみ（鏑木・T・虎徹）
- 外岡はくしくも親友・加藤沙耶香のコスプレを引き継ぐ形になった。
- 2日目はコスプレではなく、アイドリング!!!の歌衣装でロケをしている。
- 番組の最後に数秒であるが、きゃりーぱみゅぱみゅが出演している。

## スタッフ
2022年3月時点
- 題字：雨宮慶太
- ナレーター：近藤隆
- 構成：石ダテコー太郎、戸田倫彰
- ブレーン：酒井健作
- CAM：陳尾博幸、鈴木政俊
- 音声（AUD）：堀田博之、加藤恵理子
- 編集：安田祐二
- MA：松岡洋一
- 音効：若林雄二（フリーダム・オブ・ザック）
- 美術：内藤佳奈子（フジアール）
- 衣装協力：ちぁい
- メイク：野澤典子
- 技術協力：フジ・メディア・テクノロジー、オムニバスジャパン
- 協力：Cure WorldCosplay、COSPLAY MODE
- 広報：加藤麻衣子
- デスク：本田東子
- AP：伊関麻由子
- ディレクター：徳光恵太
- 演出：増田真也
- プロデューサー：古賀隆介
- チーフプロデューサー：門澤清太
- 制作協力：NEXTEP
- 制作著作：フジテレビ